# Un momento muy largo
Un momento muy largo  es una película filmada en colores y en blanco y negro, coproducción  de Argentina e Italia dirigida por Piero Vivarelli sobre su propio guion escrito en colaboración con Bebo Marrosu y Giorgio Massacesi según la novela homónima de Silvina Bullrich que se estrenó el 5 de marzo de 1964 y que tuvo como protagonistas a Venantino Venantini y Elsa Daniel. Contiene escenas de exteriores de Nueva York, Roma y Punta del Este.

## Sinopsis
El romance entre un físico nuclear y una traductora de la Organización de las Naciones Unidas.

## Reparto
- Venantino Venantini	 ...	Andrea Masi
- Elsa Daniel	  ...	Barbara Nielsen
- Rafael Pisareff
- Enrique Ibarreta
- Hugo Fregonese
- Romano Benois
- Giuseppina Boneo

## Comentarios
Crítica dijo:

”Un momento muy largo… es verdad… en este film no se salva nadie.”

Tiempo de Cine opinó:

”Un diálogo cursi e improbable… Un nuevo trabajo de Hércules debe haber sido la compaginación de este film, o una vana búsqueda del orden perdido.”

Pregón afirmó del filme:

”Sin clima.”